# Morebilus nipping
Morebilus nipping là một loài nhện trong họ Trochanteriidae. Loài này phân bố ở Queensland.